# Fenerbahçe Spor Kulübü 2015-2016 (pallacanestro maschile)
Questa voce raccoglie le informazioni riguardanti il Fenerbahçe Spor Kulübü nelle competizioni ufficiali della stagione 2015-2016.

## Stagione
La stagione 2015-2016 del Fenerbahçe è la 50ª nel massimo campionato turco di pallacanestro, la Basketbol Süper Ligi.

## Roster
Aggiornato al 14 luglio 2019.
| Fenerbahçe 2015-16 | Fenerbahçe 2015-16 |
| Giocatori          | Staff tecnico      |
| ------------------ | ------------------ |

| N. | Naz.                                        | Ruolo | Nome                 | Anno | Alt.   | Peso   |  |
| -- | ------------------------------------------- | ----- | -------------------- | ---- | ------ | ------ |  |
| 3  | Stati Uniti (bandiera) · Georgia (bandiera) | PG    | Ricky Hickman        | 1985 | 189 cm | 88 kg  |  |
| 5  | Turchia (bandiera)                          | AG    | Barış Hersek         | 1988 | 208 cm | 104 kg |  |
| 8  | Stati Uniti (bandiera) · Nigeria (bandiera) | C     | Ekpe Udoh            | 1987 | 208 cm | 111 kg |  |
| 10 | Turchia (bandiera)                          | G     | Melih Mahmutoğlu (C) | 1990 | 191 cm | 85 kg  |  |
| 12 | Macedonia del Nord (bandiera)               | AG    | Pero Antić           | 1982 | 211 cm | 118 kg |  |
| 13 | Serbia (bandiera)                           | G     | Bogdan Bogdanović    | 1992 | 197 cm | 93 kg  |  |
| 14 | Turchia (bandiera)                          | C     | Ömer Yurtseven       | 1998 | 213 cm | 109 kg |  |
| 16 | Grecia (bandiera)                           | P     | Kōstas Sloukas       | 1990 | 190 cm | 95 kg  |  |
| 18 | Turchia (bandiera)                          | AP    | Egehan Arna          | 1997 | 203 cm | 88 kg  |  |
| 22 | Turchia (bandiera)                          | AC    | Ercan Bayrak         | 1997 | 208 cm | 95 kg  |  |
| 23 | Turchia (bandiera)                          | P     | Berk Uğurlu          | 1996 | 192 cm | 72 kg  |  |
| 24 | Rep. Ceca (bandiera)                        | AG    | Jan Veselý           | 1990 | 213 cm | 110 kg |  |
| 33 | Serbia (bandiera)                           | AP    | Nikola Kalinić       | 1991 | 202 cm | 101 kg |  |
| 35 | Stati Uniti (bandiera) · Turchia (bandiera) | P     | Ali Muhammed         | 1983 | 178 cm | 73 kg  |  |
| 70 | Italia (bandiera)                           | AP    | Luigi Datome         | 1987 | 203 cm | 98 kg  |  |

| Allenatore |
| - Željko Obradović                                                                                                 |
| Assistente/i |
| - Vladimir Androić - Erdem Can - Josep Maria Izquierdo Legenda - (C) Capitano - (IN) Inattivo - Infortunato Roster |

- Preparatore atletico:  Predrag Zimonjić
- Preparatore atletico:  Ilker Belgutay

## Mercato

### Sessione estiva
| Acquisti | Acquisti       | Acquisti        | Acquisti                 | Acquisti |
| R.a      | Nome           | da              | Modalità                 |          |
| -------- | -------------- | --------------- | ------------------------ | -------- |
| AG       | Barış Hersek   | Karşıyaka       | definitivo               |          |
| C        | Ekpe Udoh      | L.A. Clippers   | definitivo               |          |
| AG       | Pero Antić     | Atlanta Hawks   | definitivo               |          |
| P        | Kōstas Sloukas | Olympiakos      | definitivo               |          |
| AP       | Nikola Kalinić | Stella Rossa    | definitivo (1 milioni $) |          |
| P        | Bobby Dixon    | Karşıyaka       | definitivo               |          |
| AP       | Luigi Datome   | Boston Celtics  | definitivo               |          |
| PG       | Can Altıntığ   | Trabzonspor     | fine prestito            |          |
| AP       | Metecan Birsen | Eskişehir       | fine prestito            |          |
| AG       | Berkay Candan  | Bandırma Banvit | fine prestito            |          |

| Cessioni | Cessioni         | Cessioni           | Cessioni         | Cessioni |
| R.       | Nome             | a                  | Modalità         |          |
| -------- | ---------------- | ------------------ | ---------------- | -------- |
| A        | Emir Preldžič    | Darüşşafaka        | fine contratto   |          |
| C        | Semih Erden      | Darüşşafaka        | fine contratto   |          |
| AG       | Nemanja Bjelica  | Minnesota T'wolves | rescissione      |          |
| PG       | Can Altıntığ     | Karşıyaka          | fine contratto   |          |
| AP       | Serhat Çetin     | Darüşşafaka        | rescissione      |          |
| G        | Andrew Goudelock | Xinjiang F. Tigers | rescissione      |          |
| C        | Oğuz Savaş       | Darüşşafaka        | fine contratto   |          |
| P        | Kenan Sipahi     | Karşıyaka          | prestito         |          |
| PG       | Nikos Zīsīs      | Bamberger          | fine contratto   |          |
| C        | Luka Žorić       | Cedevita Junior    | fine contratto   |          |
| AP       | Metecan Birsen   | İstanbul B.B.      | fine contratto   |          |
| AG       | Ayberk Olmaz     | TED Ankara         | rinnovo prestito |          |
| AG       | Berkay Candan    | Trabzonspor        | fine contratto   |          |